# Логан, Элеанор
Элеанор «Эль» Логан (англ. Eleanor "Elle" Logan; род. 27 декабря 1987, Портленд, Мэн) — американская гребчиха, выступавшая за сборную США по академической гребле в период 2005—2016 годов. Трёхкратная олимпийская чемпионка, трижды чемпионка мира, победительница многих регат национального и международного значения.

## Биография
Элеанор Логан родилась 27 декабря 1987 года в Портленде, штат Мэн. Детство провела в небольшом городке Бутбей-Харбор, училась в старшей школе в Массачусетсе, затем поступила в Стэнфордский университет. Заниматься академической греблей начала в 2003 году, состояла в университетском гребном клубе, позже проходила подготовку в Гребном тренировочном центре Соединённых Штатов в Принстоне.
Дебютировала на международной арене в 2005 году — выступила на чемпионате мира среди юниоров в Бранденбурге, где в распашных рулевых восьмёрках заняла четвёртое место. Год спустя на молодёжном мировом первенстве в Глазго получила бронзу в той же дисциплине. Ещё через год вошла в основной состав американской национальной сборной и дебютировала на взрослом Кубке мира.
Благодаря череде удачных выступлений удостоилась права защищать честь страны на летних Олимпийских играх 2008 года в Пекине. Вместе с командой, куда также вошли гребчихи Эрин Кафаро, Линдсей Шуп, Анна Гудейл, Анна Камминс, Сьюзан Франсия, Кэролайн Линд, Кэрин Дэвис и рулевая Мэри Уиппл, одержала победу в восьмёрках, превзойдя шедшие рядом лодки из Нидерландов и Румынии почти на две секунды — тем самым завоевала золотую олимпийскую медаль.
В 2009 году побывала на чемпионате мира в Познани, откуда привезла награду серебряного достоинства, выигранную в программе безрульных четвёрок — в финале уступила только голландским спортсменкам.
На мировых первенствах 2010 года в Карапиро и 2011 года в Бледе в обоих случаях становилась чемпионкой в восьмёрках.
Находясь в числе лидеров гребной команды США, благополучно прошла отбор на Олимпийские игры 2012 года в Лондоне. В восьмёрках совместно с Эрин Кафаро, Сьюзан Франсия, Эстер Лофгрен, Тейлор Ритцель, Меган Мусницки, Кэролайн Линд, Кэрин Дэвис и рулевой Мэри Уиппл заняла первое место в финале, обогнав ближайших преследовательниц из Канады более чем на секунду, и добавила в послужной список ещё одну золотую олимпийскую медаль.
После лондонской Олимпиады Логан осталась в составе американской национальной сборной на ещё один олимпийский цикл и продолжила принимать участие в крупнейших международных регатах. Так, в 2013 году она выиграла несколько медалей на этапах Кубка мира, выступила на чемпионате мира в Чхунджу, где показала пятый результат в одиночках.
В 2014 году на мировом первенстве в Амстердаме одержала победу в восьмёрках, став таким образом трёхкратной чемпионкой мира по академической гребле.
На чемпионате мира 2015 года в Эгбелете взяла бронзу в зачёте безрульных двоек, пропустив вперёд экипажи из Великобритании и Новой Зеландии.
Представляла страну на Олимпийских играх 2016 года в Рио-де-Жанейро. На сей раз в составе экипажа из таких гребчих как Эмили Реган, Керри Симмондс, Лорен Шметтерлинг, Аманда Полк, Тесса Гоббо, Меган Мусницки, Аманда Элмор и Кейтлин Снайдер обошла в финале восьмёрок всех своих соперниц, в том числе опередив преследовавшую их сборную Великобритании почти на две с половиной секунды. С этим результатом стала первой и единственной представительницей академической гребли из США, сумевшей выиграть три Олимпиады подряд.
Завершив спортивную карьеру, в 2017 году вышла замуж за своего тренера Карлоса Динареса и переехала на постоянное жительство в Сиэтл.